# Geografia Ghany

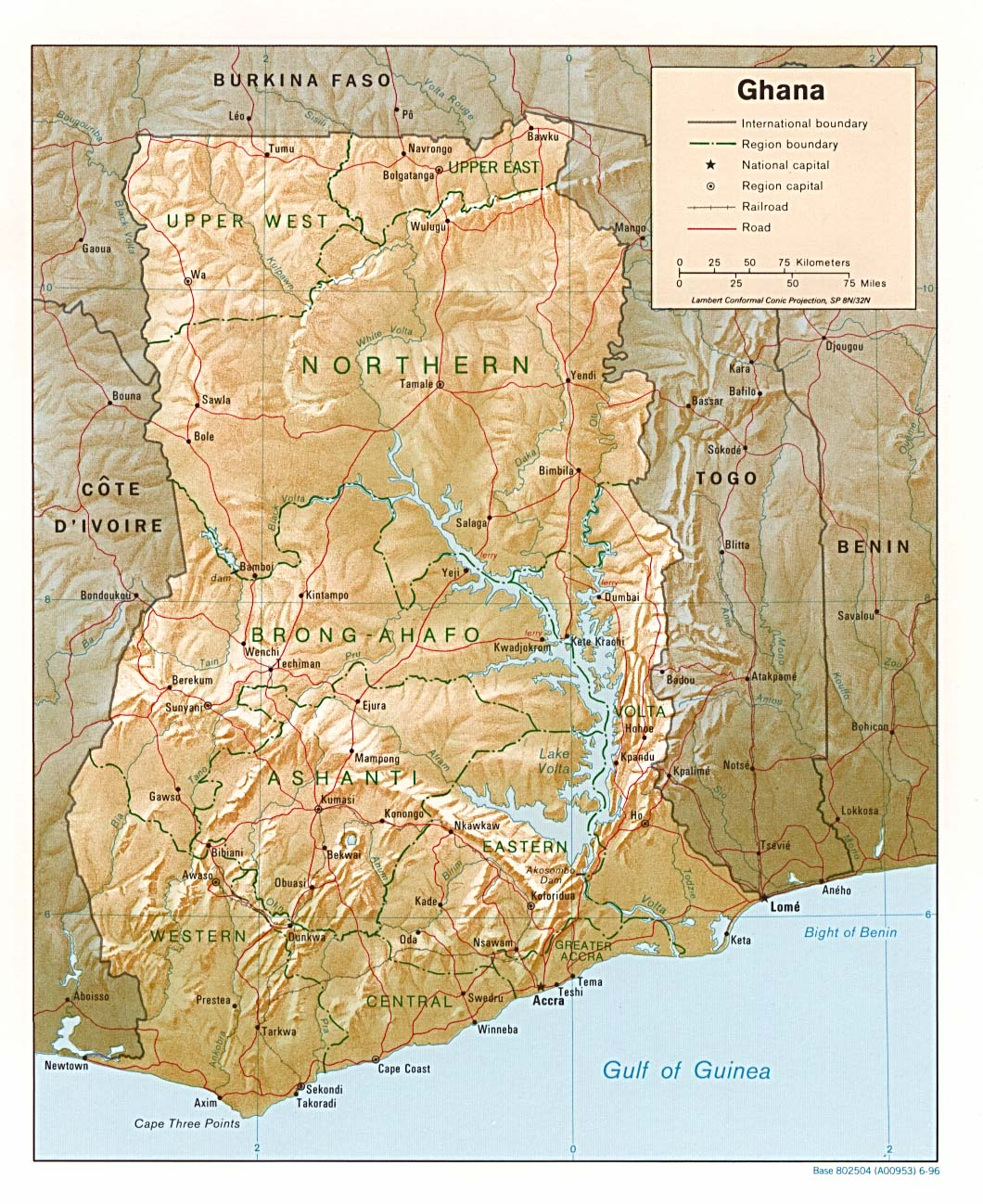
Mapa Ghany

Ghana jest małym państwem (jego powierzchnia wynosi 238 538 km²), położonym nad Zatoką Gwinejską w Afryce Zachodniej. W okresie kolonialnym kraj ten nazywano "Złotym Wybrzeżem" ze względu na duże ilości pozyskiwanego tam złota.

## Granice
Ghana graniczy z następującymi krajami (obok nazwy państwa podano długość granicy lądowej):
- Burkina Faso – 548 km
- Togo – 887 km
- Wybrzeże Kości Słoniowej – 668 km

Długość linii brzegowej Oceanu Atlantyckiego wynosi 539 km.

## Budowa geologiczna i rzeźba
Większa część kraju położona jest na rozległym wzniesieniu prekambryjskim, zbudowanym z granitu, kwarcytu i fylitu. W centrum kraju rozciąga się rozległa synekliza Wolty, wypełniona paleozoicznymi skałami osadowymi, na które składają się wapienie i piaskowce. Płaskie wybrzeże zbudowane jest głównie ze skał prekambryjskich, a miejscami ze skał pochodzenia paleozoicznego. W południowej części Ghany, w górach Akwapim zdarzają się trzęsienia ziemi.
Przeważająca część obszaru Ghany jest nizinna. Tereny, które można zaliczyć do wyżynnych, takie jak Płaskowyż Aszanti, wznoszą się jedynie na 200 do 300 m n.p.m. Najwyższy szczyt Akwawa na płaskowyżu Kwahu mierzy zaledwie 788 m n.p.m.

## Klimat
Ghana leży w strefie klimatu podrównikowego wilgotnego na południu i suchego na północy. Klimat kształtowany jest przez masy powietrza równikowego znad Atlantyku i suchego pochodzącego z głębi lądu. Im dalej na północ, tym krócej trwa pora deszczowa.
Temperatury są typowe dla klimatu równikowego. Wahają się 23 do 32 °C. Na północy, leżącej w strefie Sudanu, gdzie zaznacza się większy wpływ Sahary (kontynentalizm i zwrotnikowe powietrze), dobowe amplitudy temperatur są wyższe. I tak na północy średnia temperatura latem przekracza 30 °C, a w ciągu dnia dochodzi do 35, a niekiedy nawet do 39 °C, w nocy natomiast może spaść nawet o połowę. Na południu temperatury są bardziej równikowe, a amplitudy niewielkie. Średnia temperatura powietrza w tamtym rejonie wynosi od 26 do 29 °C. Różnice dobowe i roczne są niewielkie, zwłaszcza na wybrzeżu.
Wartości opadów rozkładają się południkowo. Na południu kraju wynoszą one 1500 – 2000 mm, a na północy 1000 – 1200 mm rocznie. Ilość opadów maleje w kierunku północnym, i tak samo zmienia się długość pory deszczowej. Na południu pory deszczowe są dwie, na północy jedna, jednak nawet podczas pory deszczowej deszcz nie pada codziennie, a w porze suchej jest go bardzo mało. Wilgotność powietrza nie spada w południowej części Ghany poniżej 80%. Na północnych krańcach jest bardziej sucho – panują warunki typowe dla strefy Sudanu.

## Wody

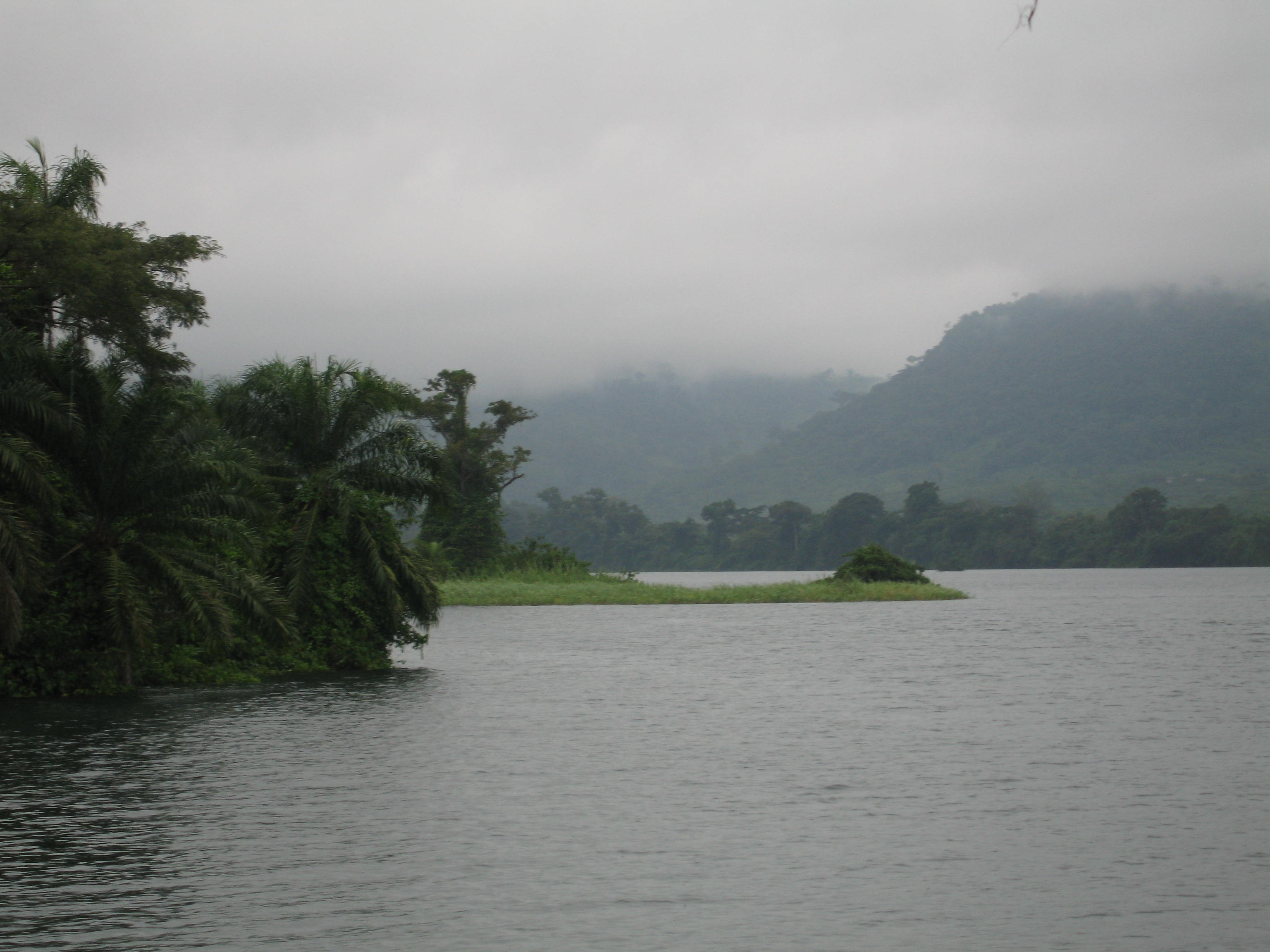
Jezioro Wolta

Ze względu na klimat Ghana ma dobrze rozwiniętą sieć rzeczną. Jednak dotyczy to tylko południowej części kraju, gdzie klimat jest bardziej wilgotny i deszczowy. Główna rzeka Wolta przepływa przez cały kraj i wpada do Zatoki Gwinejskiej. W Ghanie znajduje się największy sztuczny zbiornik wodny na świecie o powierzchni 8500 km² – jezioro Wolta. Powstał on po przegrodzeniu rzeki Wolty tamą w Akosombo, w obszarze jej przełomu między górami Akwapim i Togo. Wolta bierze swój początek na terenie Burkina Faso jako Wolta Czarna i jest zasilana przez dwa duże dopływy w środkowej Ghanie. Są to Wolta Biała i Oti. Rzeki te nie są żeglowne z podowu licznych wodospadów i progów.

## Gleby
W najbardziej wilgotnej południowo-zachodniej części Ghany występują czerwonożółte gleby ferralitowe (inaczej ferrasole). Cała południowa część Ghany, gdzie rosły lub wciąż rosną wilgotne lasy równikowe (duże ich połacie zostały wykarczowane), występują gleby czerwonożółte innego rodzaju – arkisole. Bardziej na północ spotyka się urodzajne gleby płowe – żelaziste luwisole.

## Flora
Większa część terytorium Ghany pokryta jest sawanną gwinejską – rosną tu wysokie trawy i miejscowe skupiska drzew. W dolinach rzecznych występują lasy galeriowe. Na północnych krańcach Ghany, sawanna gwinejska zmienia się w bardziej ubogą sawannę sudańską. Tereny nisko położone, zwłaszcza rejon wybrzeża oraz Płaskowyż Aszanti, porastają wilgotne, wiecznie zielone lasy tropikalne. Na Płaskowyżu Aszanti las uległ znacznej degradacji z powodu rolniczej działalności człowieka. Na południowo-wschodniej nizinie nadbrzeżnej występuje tzw. sawanna nadbrzeżna, powstała po wycięciu lasów tropikalnych. Obecnie przeważają tam takie drzewa jak: baobab oraz olejowiec gwinejski (palma oleista). Natomiast przy ujściach rzek rosną lasy namorzynowe.
W Ghanie ponad 60% pierwotnych lasów tropikalnych zostało wyciętych przez człowieka i stało się terenami wykorzystywanych rolniczo. Obszary chronione zajmują 10,7 tys. km² czyli jedyne 4,5% powierzchni kraju. Tereny te obejmują 8 rezerwatów i parków narodowych.

## Fauna
Świat zwierzęcy z powodu rabunkowej gospodarki człowieka uległ znacznemu zubożeniu. Większe zwierzęta jak słonie czy bawoły można spotkać jedynie w rezerwatach. W lasach tropikalnych zamieszkują małpy (szympansy i wiele innych gatunków człekokształtnych). Na sawannach zaś żyją charakterystyczne dla tych terenów hieny, antylopy, a w pobliżu rzek krokodyle i hipopotamy. W dużej ilości występują owady, zwłaszcza groźne dla człowieka muchy tse-tse. Na sawannach spotyka się termity. Bogaty jest też świat ptaków i gadów jak np. węże takie jak pyton czy mamba.